# ダモクレス族
| 小惑星                     |                              |
| 地球近傍小惑星             |                              |
| 地球の準衛星               |                              |
| 小惑星帯                   |                              |
| 木星のトロヤ群             |                              |
| ダモクレス族（逆行小惑星） |                              |
| ケンタウルス族             |                              |
| 太陽系外縁天体             |                              |
| 関連項目                   | 小惑星の衛星                 |
| 関連項目                   | 小惑星のスペクトル分類       |
| 関連項目                   | 潜在的に危険な小惑星         |
| 関連項目                   | 彗星・小惑星遷移天体         |
| 関連項目                   | 太陽系小天体（彗星）         |
| 関連項目                   | 彗星                         |
| 関連項目                   | マイナープラネット（旧分類） |
| ■Portal ■Project ■Template |                              |

ダモクレス族（ダモクレスぞく、Damocloid）は周期彗星（例：ハレー彗星）のような楕円軌道を持ち、彗星特有のコマや尾などの現象を伴わない小惑星の分類名である。オールトの雲由来との説が一般的である。また、殆どの逆行小惑星はこれに属する。
中村彰正は「近日点距離 5.2 AU 以下、軌道長半径 8.0 AU 以上、離心率 0.75 以上」あるいは「軌道傾斜角 90°以上」の天体を ダモクレス族またはオールトの雲に属する小惑星 としてリスト化しており、またデビッド・C・ジューイットのWebサイトにも ダモクレス族のリスト がある。それぞれ30個余りの天体が掲載されているが、完全に一致してはいない。一方でジェット推進研究所 (JPL) の 太陽系小天体・準惑星データベース にはダモクレス族というクラスが存在せず、該当する天体はケンタウルス族や太陽系外縁天体、もしくはアポロ群に分類されている。
ダモクレス族小惑星について「地球附近を通る長周期彗星のような」と説明されることもあるが、上記のリストに掲載されている天体の大半は近日点が小惑星帯に匹敵する距離にあり、いわゆる地球近傍小惑星には当てはまらない。また、軌道傾斜角こそ大きいが離心率は比較的小さい天体も上記のリストには掲載されている。
太陽から遠方にある限り、彗星は小惑星と区別がつかない（→彗星及び彗星・小惑星遷移天体の説明参照）ため、小惑星としてダモクレス族に分類されていた天体が彗星に分類変更された例がある。例えば2001 OG108は太陽に近づくとともに彗星としての活動を始めた為、C/2001 OG108（LONEOS彗星）に改称された。

## 主なダモクレス族小惑星
| 名称                              | 備考                               |
| --------------------------------- | ---------------------------------- |
| (5335) ダモクレス (Damocles)      | ダモクレス族代表                   |
| (15504) 1999 RG33                 |                                    |
| (20461) ディオレッツァ (Dioretsa) | 逆行小惑星                         |
| (65407) 2002 RP120                | 逆行小惑星                         |
| (127546) 2002 XU93                |                                    |
| (144908) 2004 YH32                |                                    |
| (330759) 2008 SO218               | 逆行小惑星                         |
| 1999 XS35                         | ダモクレス族の中で唯一のNEAかつPHA |